# Guerre des Shiners
Les guerres des « Shiners » ont eu lieu de 1835 à 1845. 
Ces guerres sont de violents affrontements lorsque les bûcherons irlandais protestants de Peter Aylen (en) essayent de gagner le contrôle de l'industrie de bois dans la vallée de la rivière Gatineau. Ces guerres sont l’une des confrontations à caractère économique qui a fait couler le plus d’encre. Ils terrorisent les habitants de Bytown.

## L'Outaouais avant les guerres des «Shiners»
En 1837, la vallée de la rivière des Outaouais apparaît comme une terre de passage entre la vallée du Saint-Laurent et l'ouest sauvage. L'Outaouais qui était auparavant une route de la traite des fourrures, est maintenant exploité pour ses majestueuses forêts de pins blancs. Le territoire demeure toutefois la chasse gardée entre les entrepreneurs américains et britanniques qui emploient une main-d'œuvre nombreuse, mais saisonnière, qui est composée principalement d'ex-patriotes américains, écossais et irlandais, ainsi que des canadiens-français.

## Le terme «Shiners»
Le terme « Shiners » vient du fait que les Irlandais coupent surtout du chêne et sont donc appelés « chêneurs » par les Canadiens. De là le surnom de « Shiners » qu'ils adoptent. Le terme « Shiners » vient aussi peut-être du mot français « chêneur », des chapeaux lustrés que portaient les nouveaux venus ou encore des pièces de monnaie avec lesquelles les bûcherons étaient payés.

## Événements autour des guerres des «Shiners»

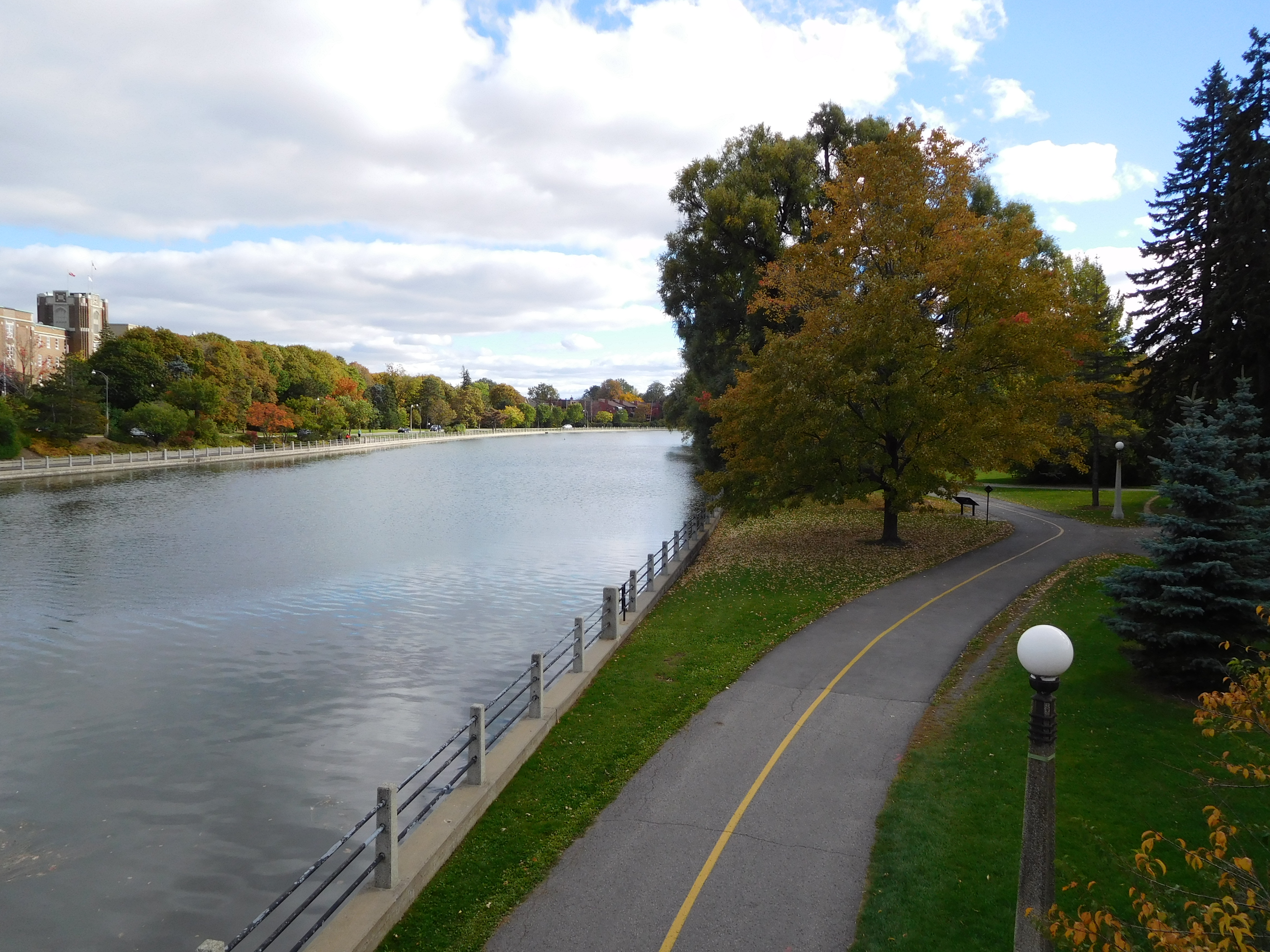
Le canal Rideau.

Les Irlandais, arrivés dans l’Outaouais à l’époque de la construction des canaux militaires, comme le canal Rideau, se retrouvent au chômage à la fin des travaux en 1832. Ils s'installent alors dans la région de Bytown à Ottawa et commencent à prendre la place des francophones dans le commerce du bois d’œuvre. Le mécontentement des francophones fait monter les tensions et la violence, qui prend surtout la forme de bagarres. Le Dr Michael S. Cross, historien, nous avertit, par contre, que les nombreux conflits religieux survenus pendant la guerre des Shiners n'avaient pas grand-chose à voir avec l'exploitation forestière et n'avaient peut-être rien à voir avec les Shiners. Mais toute la violence culmine en 1840, au moment où l'immigration irlandaise atteint des sommets et à une époque de crise financière. Les citoyens outrés de Bytown forment alors l'Association pour la préservation de la paix publique à Bytown, mais sans succès. En effet, la violence se poursuit jusque tard dans les années 1840.

## Les guerres des «Shiners»
Les irlandais protestants dirigés par Peter Aylen, un Irlandais protestant, le « King of the Shiners », livrent aux citoyens de Bytown une guerre sans merci. - le tout pour gagner le contrôle de l'industrie du bois sur la rivière Gatineau. Peter Aylen, un ancien marin qui a fait fortune dans le commerce du bois n'engage que des irlandais protestants et décide de prendre les grands moyens pour prendre le contrôle des radeaux de bois de la rivière Gatineau en garantissant à ses travailleurs Irlandais des emplois et de meilleurs salaires dans les chantiers et sur les radeaux. En 1835, les « Shiners » se déchaînent, ils font régner la terreur sur les radeaux et dans les chantiers de la rivière Gatineau et à Bytown en incendiant les commerces et les maisons de ceux qui leur résistent. De plus, ils iront aussi loin que de brutaliser, humilier et tuer tous ceux qui s’opposent à eux. Plusieurs affrontent Peter Aylen et ses Shiners. La contre-offensive s’organise par les classes plus conservatrices de Bytown qui veulent rétablir l’ordre. Peter Aylen sent la pression et quitte alors Bytown pour s’installer à Aylmer. La paix revient peu à peu, grâce à la prospérité économique du début des années 1840.